# Buttinge
Buttinge (Zeeuws: T'r Bottienge) is een voormalige heerlijkheid en voormalige gemeente, nu een buurtschap in de gemeente Veere, in de Nederlandse provincie Zeeland. Het ligt aan de voormalige landweg van Middelburg naar Grijpskerke.
Buttinge was een zelfstandige heerlijkheid. In 1810 werd Buttinge een eigen gemeente met de naam Buttinge en Zandvoort. In 1816 werd de gemeente Buttinge aan Grijpskerke toegevoegd. Vanaf 1966 hoorde Buttinge bij de gemeente Mariekerke, die in 1997 in de gemeente Veere opging.